# Boxholm (comuna)
Boxholm (em sueco: Boxholms kommun;  pronúncia) ou Boxolmo é uma comuna da Suécia situada no sudoeste do condado de Östergötland. Está localizada a norte do lago Sommen. Sua capital é a cidade de Boxholm. Possui 528 quilômetros quadrados e segundo censo de 2018, havia 5 449 habitantes.  Ela é atravessada no sentido norte-sul pela estrada nacional 32, assim como pela ferrovia Linha do Sul, ligando Malmo a Estocolmo.

Boxholm
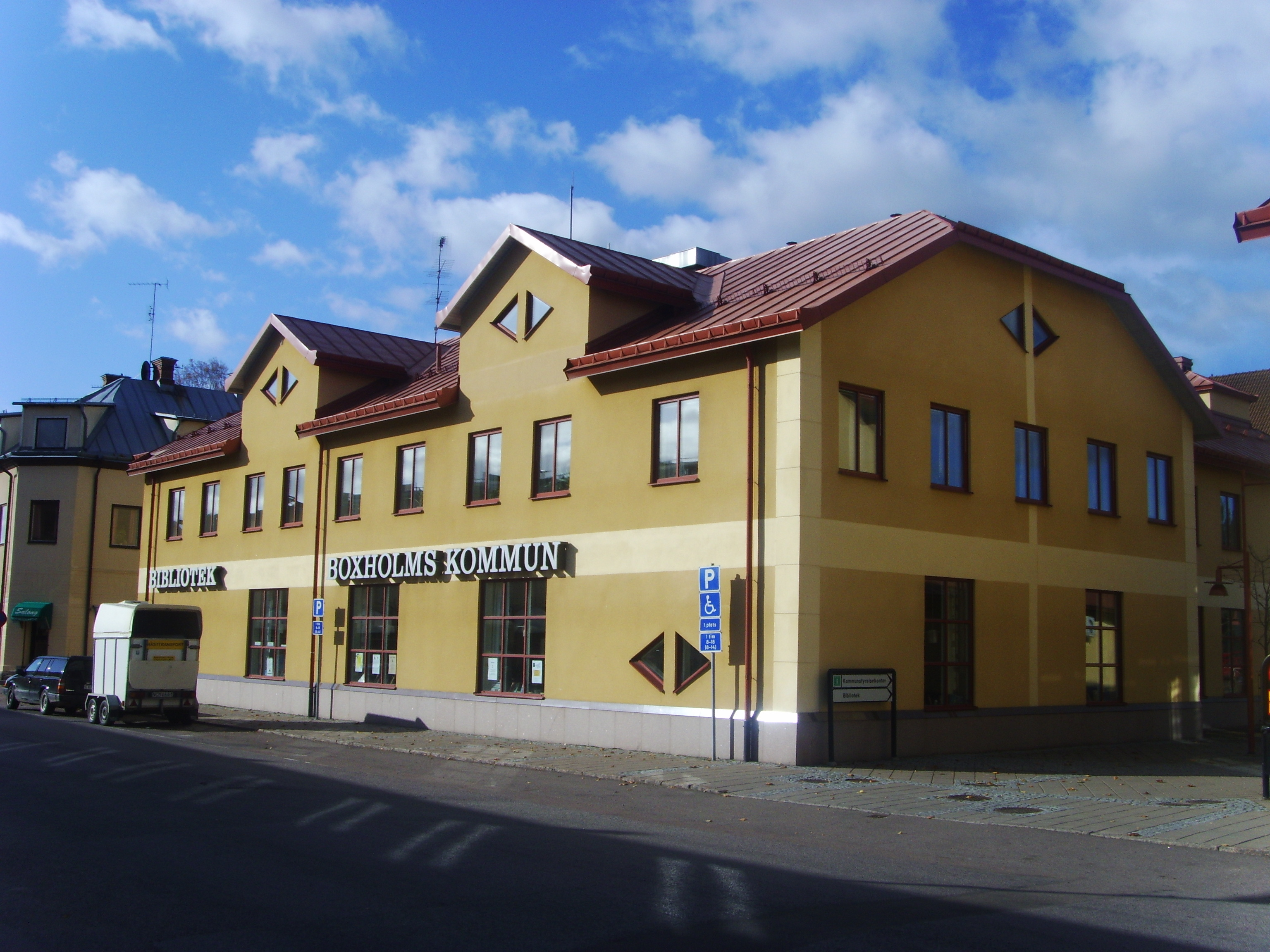
Câmara municipal (prefeitura) e biblioteca municipaln
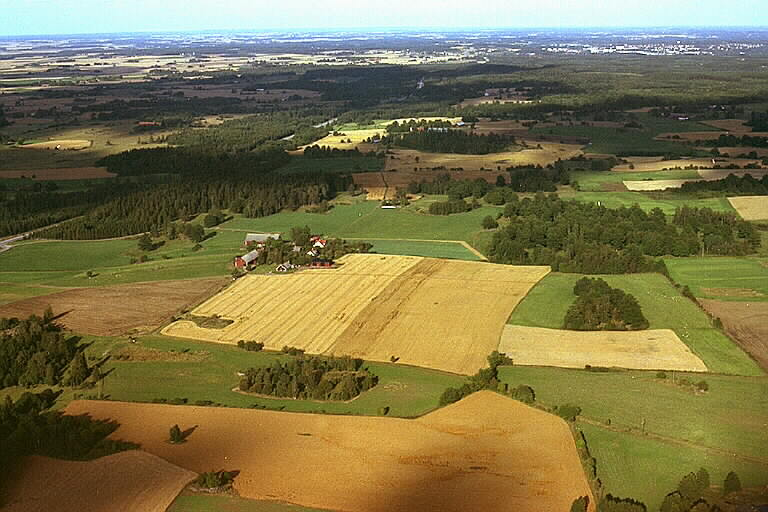
Vista aérea
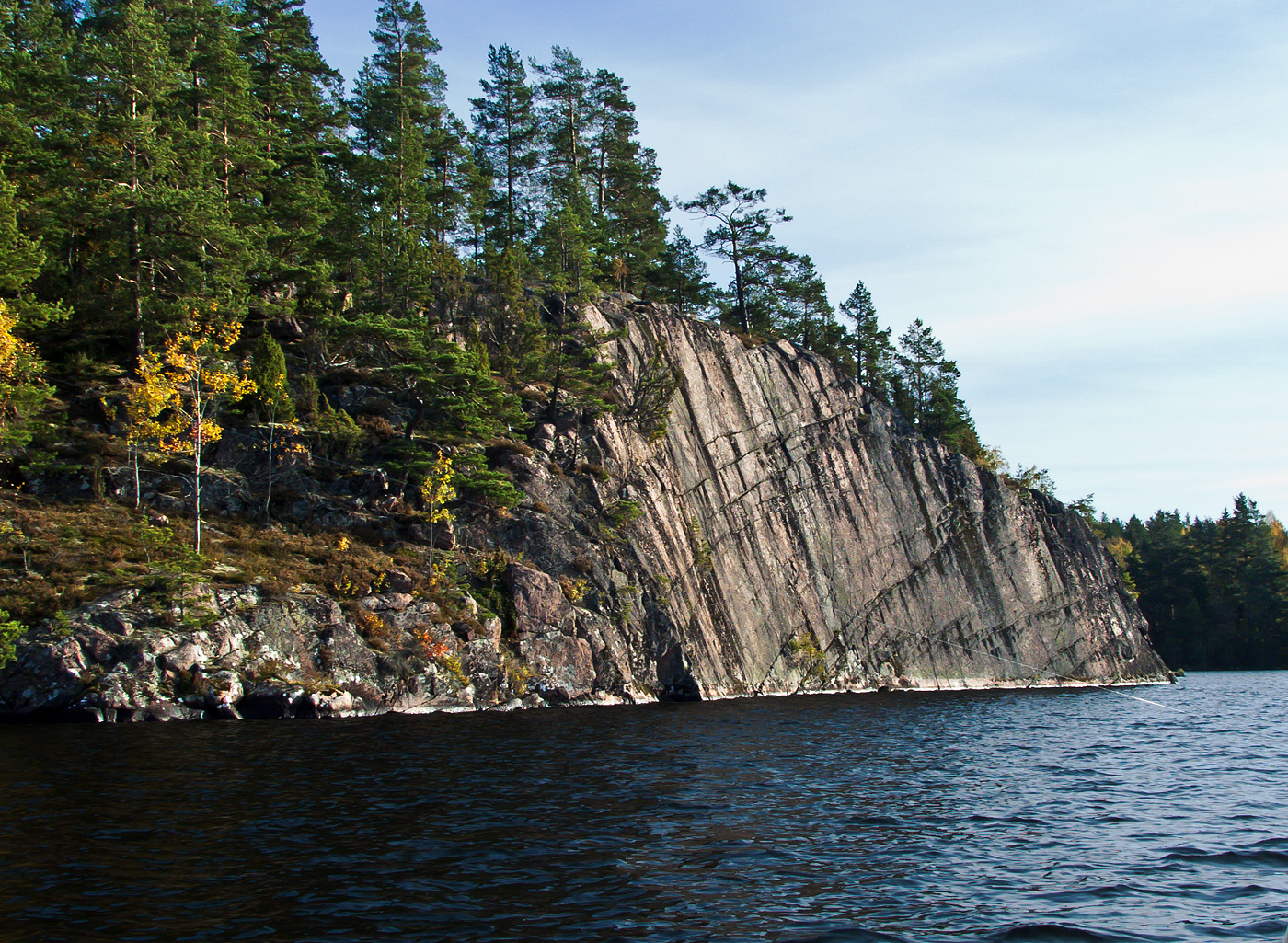
O lago Sommen
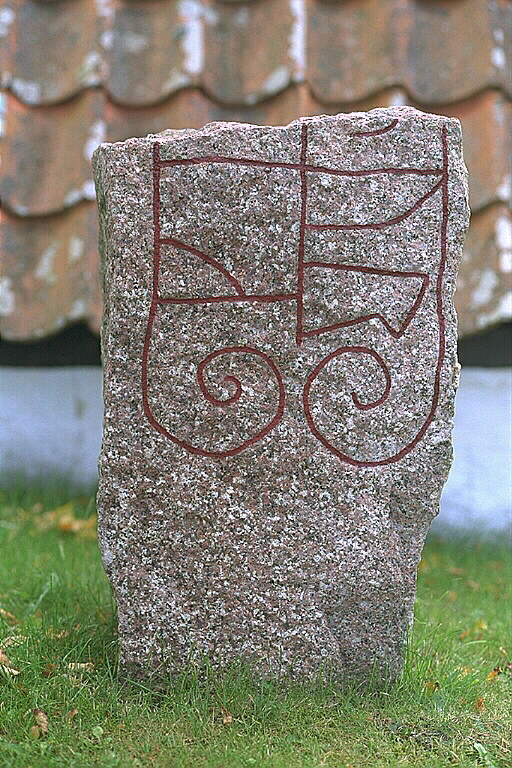
Pedra rúnica na igreja de Ekeby